# ZiŁ-114
ZiŁ-114 – luksusowy samochód osobowy produkowany przez radziecką firmę ZiŁ w latach 1967–1978. Dostępny jako 4-drzwiowy sedan. Następca modelu ZiŁ-111. Do napędu użyto silnika V8 o pojemności siedmiu litrów. Moc przenoszona była na oś tylną poprzez 3-biegową automatyczną skrzynię biegów. Samochód został zastąpiony przez model 4104.

## Dane techniczne

### Silnik
- V8 7,0 l (6982 cm³), 2 zawory na cylinder, OHV
- Układ zasilania: gaźnik
- Średnica cylindra × skok tłoka: 108,00 mm × 95,00 mm
- Stopień sprężania: 9,5:1
- Moc maksymalna: 305 KM (224 kW) przy 4300 obr./min
- Maksymalny moment obrotowy: 560 N•m przy 2750 obr./min

### Osiągi
- Przyspieszenie 0-100 km/h: b/d
- Prędkość maksymalna: 190 km/h